# كاميرون إي. ثوم
كاميرون إي. ثوم (بالإنجليزية: Cameron E. Thom)‏ هو محامي وسياسي أمريكي، ولد في 20 يونيو 1825 في مقاطعة كلبيبر في الولايات المتحدة، وتوفي في 2 فبراير 1915 في لوس أنجلوس في الولايات المتحدة. حزبياً، نشط في الحزب الديمقراطي. وقد انتخب عضو مجلس ولاية كاليفورنيا.